# Nuoto di fondo ai campionati europei di nuoto 2014 - 25 km maschili
La gara dei 25 km in acque libere maschile si è svolta la mattina del 17 agosto 2014 e vi hanno partecipato 18 atleti.

## Medaglie
| Posizione | Atleta           | Paese   |
| --------- | ---------------- | ------- |
| Oro       | Axel Reymond     | Francia |
| Argento   | Evgeny Drattsev  | Russia  |
| Bronzo    | Edoardo Stochino | Italia  |

## Risultati
| Pos. | Atleta               | Nazionalità | Tempo     |
| ---- | -------------------- | ----------- | --------- |
|      | Axel Reymond         | Francia     | 4:59:18.8 |
|      | Evgeny Drattsev      | Russia      | 4:59:31.2 |
|      | Edoardo Stochino     | Italia      | 5:08:51.0 |
| 4    | Andreas Waschburger  | Germania    | 5:08:52.6 |
| 5    | Mario Sanzullo       | Italia      | 5:09:02.8 |
| 6    | Alexander Studzinski | Germania    | 5:09:42.6 |
| 7    | Yuval Safra          | Israele     | 5:10:09.6 |
| 8    | Marcel Schouten      | Paesi Bassi | 5:10:48.4 |
| 9    | Christopher Bryan    | Irlanda     | 5:12:40.1 |
| 10   | Valerio Cleri        | Italia      | 5:12:53.5 |
| 11   | Shahar Resman        | Israele     | 5:14:14.7 |
| 12   | Jan Pošmourný        | Rep. Ceca   | 5:22:36.2 |
| 13   | Vit Ingeduld         | Rep. Ceca   | 5:24:57.3 |
| 14   | Georgios Arniakos    | Grecia      | 5:25:45.9 |
| —    | Marin Milan          | Croazia     | DNF       |
| —    | Karel Baloun         | Rep. Ceca   | DNF       |
| —    | Daniel Székelyi      | Ungheria    | DNF       |
| —    | Christian Reichelt   | Germania    | DSQ       |